# Paesos
Paesos (llatí Paesus, grec Παισός) fou una antiga ciutat de la costa de la Troade, a l'entrada de la Propòntida, entre Làmpsac i Pàrion. Va rebre colons de Milet, que probablement en foren els primers habitants. En temps d'Estrabó la ciutat havia estat destruïda i els habitants traslladats a Làmpsac. El seu nom derivava del petit riu Paesos, a la riba del qual era situada. Correspon a la moderna Beiram-Dere.